# Arto Tunçboyacıyan
Arto Tunçboyacıyan (armeniska: Արտո Թունչբոյաջյան, uttal på efternamnet: Tunk-boy-a-jian), föddes den 1957 i Istanbul i Turkiet. Han medverkade på över 200 album i Europa innan han flyttade till USA, där han började arbeta med bland annat Chet Baker. Han är också en av medlemmarna i bandet Night Ark.
Han har samarbetat en del med System of a Down och finns med på tre av deras låtar ("Science" och den gömda låten "Arto" från Toxicity och "Bubbles" på albumet Steal This Album!). Låten "Arto" är för övrigt uppkallad efter just Arto Tunçboyacıyan.
Han medverkar även i ett projekt, tillsammans med Serj Tankian, som heter Serart. Ett album med samma namn släpptes under 2003.